# Cultura de Gabón

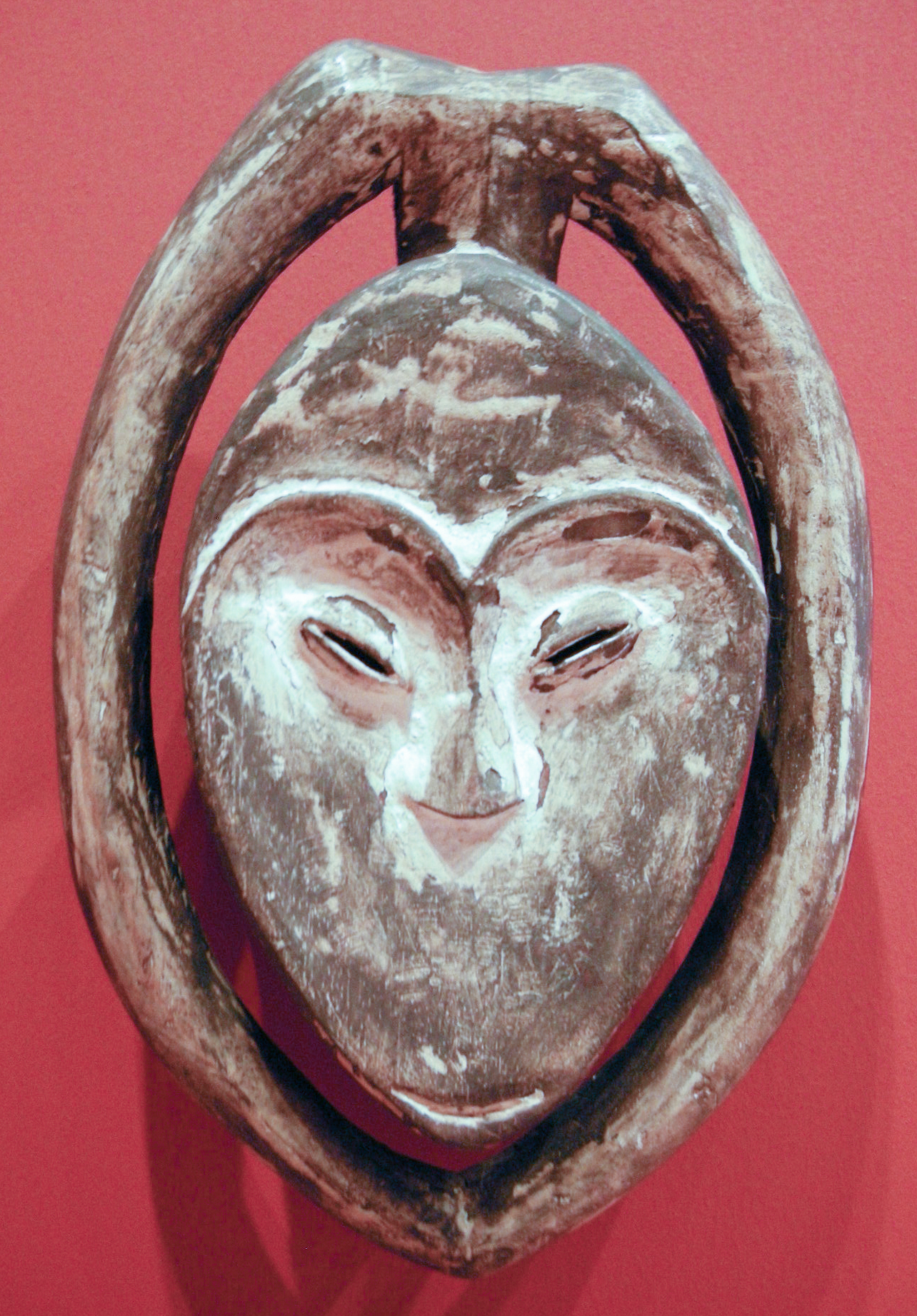
Es relevante ya que es usada en ceremonia como nacimiento matrimonio y funerales son etapas en siclo de vida de la república de Gabòn

Gabón, oficialmente la República Gabonesa, es un país del oeste de África central, que posee una rica cultura basada en la tradación oral y en el uso de máscaras para ceremonias.

## Música
La música gabonesa es casi desconocida en comparación con la de los gigantes regionales tales como la de la República Democrática del Congo y la de Camerún. El país cuenta con una combinación de estilos tradicionales, pero también con estrellas de pop como por ejemplo Patience Dabany y Annie Flore Batchiellilys, cantante gabonesa y renombrada artista en vivo. 
Los discos de Dabany, aunque grabados en Los Ángeles conservan un distintivo elemento gabonés y son populares a través del África Francófona. Otros músicos importantes son Pierre-Claver Akendengue (considerado un poeta), "el veterano" Mack Joss y Vickos Ekondo conocido como "el rey de Tandima".
Annie Flore ha participado en eventos musicales, tanto improvisados como planeados, con una variedad de músicos de alrededor del mundo, como Youssou N'dour (Senegal), Ray Lema (República Democrática del Congo), Lokua Kanza (República Democrática del Congo), La Baronne (Francia), Carlo Rizzo (Italia), Cynthia Scott (Estados Unidos), Mario Chenart (Canadá), Solange Campagne (Canadá), Philip Peris (Australia) y Qiu-Xia-He (China).
Gabón también cuentan con guitarristas renombrados tales como Georges Oyendze, La Rose Mbadou y Sylvain Avara, y la cantante Oliver N'Goma. El rock y el hip-hop importado de Estados Unidos y de Reino Unido son bastantes populares en Gabón, como la música cubana, makossa y soukous. Los instrumentos tradicionales en la música gabonesa incluyen la obala, el ngombi, balafon y los tambores tradicionales.

## Literatura y tradición oral
Como un país con principalmente una tradición oral hasta la expansión del alfabetismo en el siglo XIX, Gabón es un país rico en folclore y mitología.

## Máscaras
Gabón cuenta con la tradición de fabricación de máscaras, que son usadas en ceremonias tradicionales como matrimonios, nacimientos y funerales.
- Datos: Q2718023
- Multimedia: Culture of Gabon / Q2718023